# Куркиев, Бекхан Хусаинович
Бекхан Хусаинович Куркиев (16 апреля 1985) — российский борец вольного стиля, призёр Кубка мира в команде.

## Карьера
В октябре 2009 года в Якутске стал бронзовым призёром II Международного турнира памяти Дмитрия Коркина. В январе 2013 года в Красноярске завоевал бронзовую медаль на Гран-При Иван Ярыгин. В феврале 2013 года в Тегеране в составе сборной России стал серебряным призёром Кубка мира.

## Спортивные результаты
- Гран-при Иван Ярыгин 2013 — ;
- Кубок мира по борьбе 2013 (команда) — ;
- Кубок мира по борьбе 2013 — 11;